# Drosophila ambigua
Drosophila ambigua är en tvåvingeart som beskrevs av Francesco Pio Pomini 1940. Drosophila ambigua ingår i släktet Drosophila och familjen daggflugor. Arten är reproducerande i Sverige, och lever i urban miljö. Inga underarter finns listade i Catalogue of Life.
Artens utbredningsområde är Europa.